# Neurochaeta capilo
Neurochaeta capilo är en tvåvingeart som beskrevs av Mcalpine 1988. Neurochaeta capilo ingår i släktet Neurochaeta och familjen Neurochaetidae. Inga underarter finns listade i Catalogue of Life.